# Hobgoblin
El Hobgoblin o Duende es el alias de varios supervillanos ficticios que aparecen en los cómics estadounidenses publicados por Marvel Comics, comúnmente representados como enemigos de Spider-Man. El primer duende, Roderick Kingsley, apareció por primera vez en The Amazing Spider-Man # 238, y fue creado por Roger Stern y John Romita, Jr. Durante la década de 1980 y la mayor parte de la década de 1990, la identidad Hobgoblin fue llevada exclusivamente por Jason Macendale. En 2009, Hobgoblin fue clasificado por IGN como el 57.º villano de cómics más grande de todos los tiempos.

## Historial de publicaciones

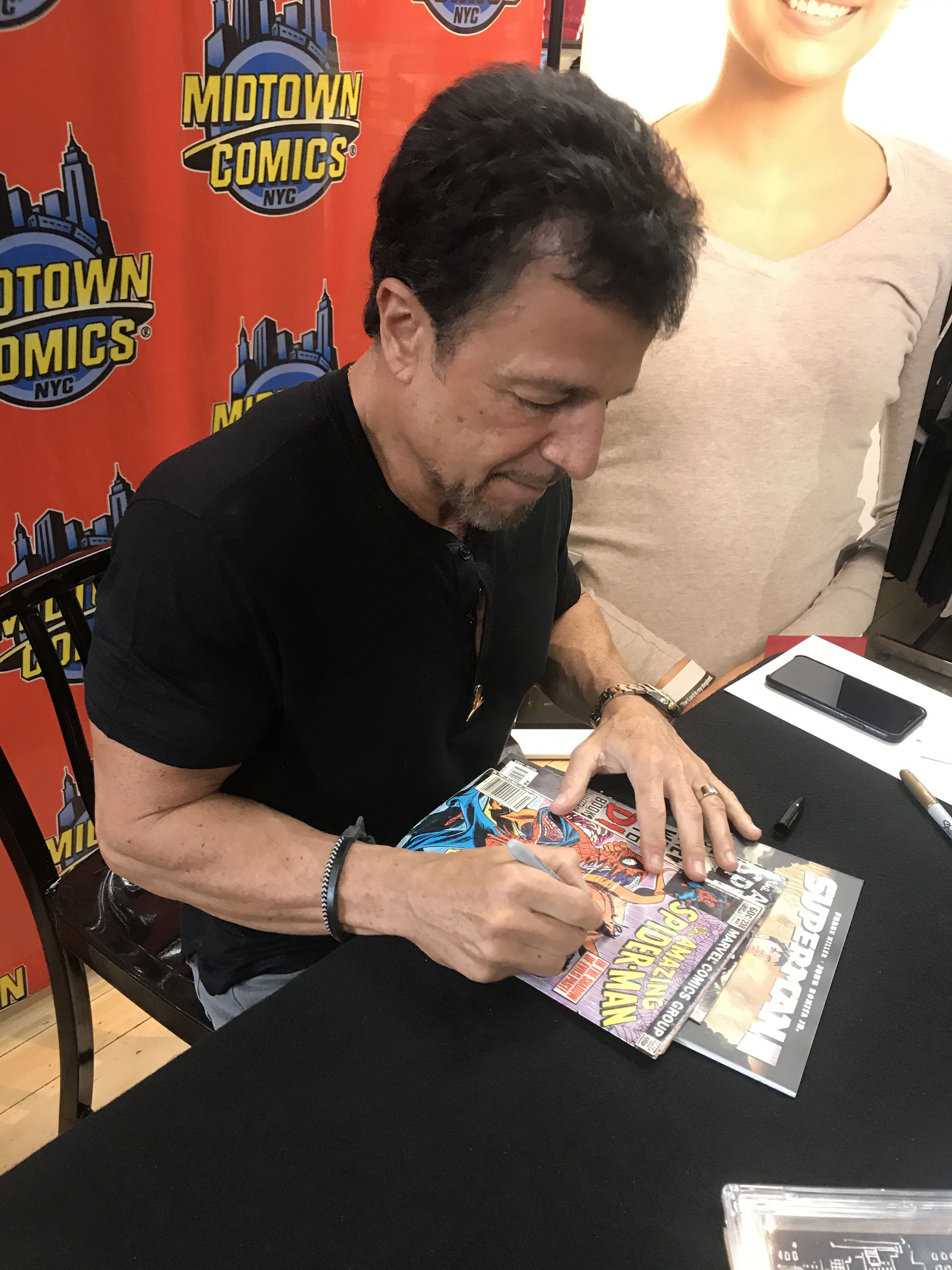
John Romita Jr, dibujante y creador del personaje, firmando un ejemplar de la primera aparición del mismo en The Amazing Spider-Man #238

El Hobgoblin fue creado por el escritor Roger Stern y el artista John Romita, Jr. para The Amazing Spider-Man # 238 (marzo de 1983). Al igual que otros escritores, Stern se vio bajo presión para que Spider-Man vuelva a pelear con el Duende Verde, pero no deseaba devolver a Norman Osborn o Bart Hamilton a la vida, hacer que Harry Osborn se convierta nuevamente en el Duende Verde o crear otro Duende Verde. En su lugar, creó un nuevo duende como heredero del legado del Duende Verde y desarrolló el Hobgoblin. Stern relata que dirigió a Romita para basar el disfraz en el Duende Verde, pero para hacerlo verse "un poco más medieval", mientras que Romita afirma que no se le dio ninguna dirección más allá de usar el disfraz del Duende Verde como base. Ambos están de acuerdo, sin embargo, en que el disfraz fue principalmente diseño de Romita.
Inicialmente, la identidad del personaje no fue revelada, generando uno de los misterios más antiguos de los cómics de Spider-Man. Según Stern, "tracé esa primera historia sin una idea clara de quién era el Hobgoblin. Mientras escribía esas magníficas páginas de JR [John Romita, Jr.], particularmente el último tercio del libro, y desarrollando el discurso de Hobgoblin Sin embargo, me di cuenta de quién era. Un puñado de lectores dedujeron que Kingsley era el Hobgoblin casi de inmediato. Con el fin de mantener la incógnita y solucionar inconsistencias en la trama, a Stern se le ocurrió la idea de que Kingsley tuviera un hermano llamado Daniel que a veces lo personifica, haciendo que el Hobgoblin aparezca simultáneamente en la misma habitación que Daniel Kingsley en Amazing Spider-Man # 249.
El plan original de Stern era que el misterio de la identidad de los Hobgoblins fuera un problema más largo que el de la identidad del Duende Verde, lo que significa que la verdad se revelaría en The Amazing Spider-Man # 264. Sin embargo, Stern dejó la serie después de The Amazing Spider-Man # 251. El editor Tom DeFalco tomó su lugar. Queriendo resolver el misterio de una manera que hiciera justicia a las historias de Stern, le preguntó a Stern quién era el Hobgoblin, pero se opuso cuando Stern le dijo que era Kingsley. DeFalco argumentó que el esquema del "hermano gemelo" estaba engañando a los lectores ya que no había habido indicios de que Roderick tuviera un hermano, mucho menos uno que pudiera servir como un doble para él. Stern no estuvo de acuerdo, pero dijo que DeFalco debería sentirse libre de elegir a quien quisiera por la identidad secreta de los Hobgoblin, razonando que "sabía que quien eligiera a Tom lo haría funcionar". Al revisar las pistas, DeFalco decidió que el Hobgoblin era Richard Fisk. Además, decidió que el misterio de su identidad debería prolongarse el mayor tiempo posible, ya que era el elemento principal que hacía interesante al Hobgoblin. A través de las ejecuciones de Stern y DeFalco, la respuesta al misterio se burlaba continuamente de la portada, con las portadas de Amazing Spider-Man# 245, 251 y 276 mostrando a Spider-Man desenmascarando al Hobgoblin.
El misterio se volvió aún más complicado después de que James Owsley apareciera como editor de los títulos de Spider-Man. La relación de Owsley con DeFalco y el artista Ron Frenz fue tensa desde el principio, y cuando Owsley preguntó quién era el Hobgoblin en una conferencia de creadores de Spider-Man, DeFalco mintió y dijo que era Ned Leeds. Owsley luego escribió el one-shot Spider-Man vs Wolverine en el cual Ned Leeds es asesinado (aunque no se muestra la muerte real), e instruyó al especulador escritor de Spider-Man Peter David para revelar al Duende como el Extranjero. David se opuso y argumentó que la única persona que encajaba con las pistas era Leeds (habiendo estado presente en la conferencia de creadores de Spider-Man, David también pensó que Leeds era quien pretendía que fuera DeFalco). Sin embargo, debido a que Spider-Man vs. Wolverine ya había sido lanzado era demasiado tarde para deshacer la muerte de Leeds. Por lo tanto, la identidad del Hobgoblin se reveló póstumamente en The Amazing Spider-Man # 289, un problema de tamaño doble. Ahora que el archienemigo de Spider-Man había muerto, se creó un nuevo duende a partir de la historia del odio de Jason Macendale al Hobgoblin. Aunque el desenmascaramiento póstumo de Hobgoblin como Leeds no fue popular entre los fanáticos, en una entrevista en 2009, David dijo que todavía estaba orgulloso de la historia, argumentando que el Hobgoblin desenmascarado en una batalla culminante con Spider-Man era el tipo de cuento que los lectores tenían y ya se había visto innumerables veces antes, mientras que tener un archivillano desenmascarado en un flashback después de haber sido brutalmente asesinado no tenía precedentes y era impactante.
Macendale suplantó al Hobgoblin original durante una década (1987-1997). Inicialmente ejerció solo el armamento de su predecesor, pero durante el 1988-89 Inferno crossover, el escritor Gerry Conway lo había impregnado de poderes demoníacos por N'astirh. Además de darle poder sobre el fuego del infierno y aumentar su fuerza y velocidad hasta mucho más grande que la del Hobgoblin original, estos poderes también desfiguran Macendale para que su cabeza sea aún más grotesca que su máscara Hobgoblin, y finalmente altera su mente para que él se engaña al pensar que su apariencia es normal. Varios años después, en las páginas de Amazing Spider-Man, Macendale tiene éxito en purgarse de sus poderes demoníacos. Hacia el final de la carrera de Macendale como el Hobgoblin, se renovó nuevamente, esta vez con implantes cibernéticos.
Stern no estaba contento con la revelación de que la identidad civil de su personaje era Ned Leeds, y en 1997 escribió una miniserie de tres temas, Spider-Man: Hobgoblin Lives, con el retcon que Roderick Kingsley era el Hobgoblin original, y le había lavado el cerebro a Leeds para que como un tipo de caída. Macendale muere en esta miniserie, y Kingsley regresa a operar como Hobgoblin. Según Stern, inicialmente no había sabido cómo resolver la situación de tener dos Hobgoblins, y fue a sugerencia del equipo editorial que hizo que Kingsley matara a Macendale y tomara su lugar.

## Historia de los personajes

Cosplay de Hobgoblin.

### Roderick Kingsley
El amoral diseñador de moda y multimillonario, Roderick Kingsley, se obsesiona con Norman Osborn, el Duende Verde original, después de descubrir la ubicación de sus diversos escondites. Kingsley enmarca a Ned Leeds por sus crímenes, y asesina a su sucesor Jason Macendale años más tarde. La identidad malvada de Kingsley es finalmente expuesto por Spider-Man y la esposa de Leeds, Betty Brant, y él huye al Caribe para esconderse de la ley y sus enemigos. Es hermano y cómplice de Daniel Kingsley plantea más adelante como él, intento de tomar la identidad de Hobgoblin y es asesinado por Phil Urich, que ocupa el mismo manto. Vestido con su viejo traje, Roderick vuelve a Nueva York y lucha contra Urich, pero termina aceptando que le siguen en el papel, siempre y cuando Kingsley recibe su parte de las ganancias.

### Arnold Donovan
Arnold Samuel "Lefty" Donovan era un pequeño matón que trabaja para Roderick Kingsley hasta que fue expuesto a la Fórmula Goblin como sujeto de prueba. Similar como Norman Osborn, quedó expuesto a la fórmula, Kingsley tiene a Donovan de mezclar los dos productos químicos vitales que se mezclan para crear la fórmula. Explota la fórmula, que desfigura el rostro de Donovan y le otorgan su poder. Donovan es llevado a un hospital. Kingsley utiliza el proceso de Winkler con el fin de lavar el cerebro de Donovan. Donovan finalmente se escapa del hospital y sigue instrucciones preprogramadas para ir a un caché oculta de armas de duendes y vestirse como el Duende.
Donovan se hace pasar por el Duende y ataca la ciudad. Spider-Man se enfrenta con el tiempo y lo desenmascara. Al ver su cara (a pesar de que tenía cicatrices), Spider-Man reconoce a Lefty. Donovan es capaz de librarse de algo de la programación Kingsley y empieza a hablar de su jefe. Kingsley programa el planeador Goblin chocan contra la pared de un edificio, matando a Lefty cayendo con los escombros.

### Ned Leeds
Edward "Ned" Leeds era un reportero del Daily Bugle. Kingsley le hace un lavado de cerebro a Leeds para actuar como suplente en muchas ocasiones y engañar al inframundo para que piense que Leeds es el Hobgoblin. Luego es asesinado por el extranjero después de que Kingsley decide que ya no es necesario.

### Jason Macendale
Alrededor de la época en que el plan de Rose y Hobgoblin se salió de control, Kingsley quería escapar de su identidad. Estaba buscando una salida y decidió atacar a Flash Thompson, un vocal defensor de Spider-Man que había insultado al Hobgoblin en la televisión nacional que había provocado la ira de Kingsley. Kingsley intentó enmarcar a Thompson como el Hobgoblin, para que sus enemigos criminales pudieran atacarlo. El plan fue frustrado gracias a la intervención de Jason Philip Macendale Jr., quien posteriormente sacó a Thompson de la cárcel, pensando que le estaba haciendo un favor a los Hobgoblin. Macendale era un mercenario que había sido entrenado por la CIA y varias organizaciones paramilitares, y era conocido en su identidad de disfraz como Jack O'Lantern. Cuando Macendale descubrió que Thompson no era el Hobgoblin, Kingsley se puso furioso, ya que había planeado operar "bajo el radar" mientras Thompson estaba bajo custodia; esto comenzó una disputa de larga data entre Kingsley y Macendale cuando los dos lucharon por primera vez. Finalmente, Thompson fue exonerado y liberado.
Cuando Kingpin abdicó temporalmente su papel al frente del crimen organizado en la costa este, la guerra de pandillas resultante desgarró a la ciudad de Nueva York. Durante el conflicto, el Hobgoblin y la Rosa tuvieron una pelea, y este último ordenó el asesinato del primero ya que se había vuelto demasiado peligroso. El Hobgoblin vendió la identidad de Rose a Kingpin a cambio de información que ayudaría a Leeds en una historia, reforzando así la ilusión de la identidad de este último. Además, durante el conflicto, Hobgoblin y Jack O'Lantern fueron gravemente heridos y obligados a retirarse por separado. Sacudido por la batalla, Jack O'Lantern sintió que necesitaba buscar otra forma de destruir a su enemigo.
El Hobgoblin tomó un intento más de matar a Harry Osborn, y envenenó a Osborn y Spider-Man.
Esperando dar otra oportunidad de escapar de su identidad, Kingsley se filtró al inframundo que Leeds era el Hobgoblin. Tomando esta información, Macendale pagó al supervillano conocido como el Extranjero para llevarse a Leeds. En una misión en el extranjero con Peter Parker, Leeds fue asesinado en su habitación de hotel. Como Spider-Man, Peter le dijo a Peter que Leeds había sido el Hobgoblin y le mostró una serie de fotos del asesinato. Aunque se conocía en partes del inframundo, esta información no se hizo pública hasta muchos años después, cuando Macendale la reveló al final de su juicio. Durante muchos años Leeds fue considerado el Hobgoblin original.
El plan de Kingsley había funcionado: sus enemigos pensaban que habían matado al Hobgoblin y ahora él podía tomar sus ganancias mal habidas y retirarse a Belice. Esto allanó el camino para que Macendale asumiera el papel, un desarrollo imprevisto que eventualmente obligó a Kingsley a salir de su retiro y matar a Macendale para proteger su identidad secreta, ya que Macendale tenía suficiente información para conducir posiblemente a las autoridades a descubrir la verdadera identidad del Hobgoblin original.

### Daniel Kingsley
Con Roderick Kingsley trasladándose a Ecuador, su hermano Daniel Kingsley regresó a Nueva York, haciéndose pasar por Roderick con la intención de convertirse en el nuevo Hobgoblin. Sin embargo, al investigar la antigua guarida de Roderick en OsCorp descubrió que Norman Osborn había estado trabajando en un nuevo equipo de duendes, incluida una nueva armadura corporal, un jetpack alado en lugar de un planeador y una espada de energía en llamas. Kingsley también descubre a Phil Urich tratando de recuperar parte del equipo para mostrar a Norah en el Daily Bugle. Urich usa su "Risa Lunática" para aturdir a Kingsley el tiempo suficiente para que Urich lo decapite usando su propia espada, lo que le permite a Urich reclamar el manto de Hobgoblin.

### Phil Urich
Cuando Daniel Kingsley intenta asumir el papel de su hermano como el Duende en Nueva York, se encuentra con Phil Urich, que una vez utilizada la identidad del Hobgoblin para operar como un héroe. Kingsley está a punto de matarlo, hasta Urich utiliza su "Lunática risa", impresionante de Kingsley. Urich, que mata a Kingsley en defensa propia y asume la identidad de Hobgoblin sí mismo, como un supervillano. A medida que el nuevo Hobgoblin, Phil se convierte en uno de los agentes de Kingpin. El imperio criminal de Kingpin se destruye y la identidad de Urich es expuesto por el Superior Spider-Man. Él es bajado por Spider-Man y detenido hasta que el Duende Verde lo libera de su transporte de la prisión a cambio de su completa lealtad. El Duende Verde y luego da la armadura Goblin a Urich actualizado y lo corona su "Caballero Duende". Urich más tarde reemplaza el Duende Verde como el nuevo Rey Duende.

## Otros Hobgoblins

### Desconocido
Un Hobgoblin no identificado fue presentado en la serie Secret War. Con muy poco que saber sobre él (incluida su verdadera identidad), lo único que debe saber es que recibió su equipo del Chapucero. Fue enviado junto con Lady Octopus para atacar al Capitán América en su identidad civil por los elementos terroristas heridos en los acontecimientos de la Guerra Secreta. Chatter del Duende indicó que había estado en contacto con otros miembros de la galería de pícaros de Spider-Man, que le había advertido sobre las bromas constantes y tontas de Spider-Man. Este Hobgoblin es encarcelado junto con los varios villanos derrotados después de la conclusión de la "Guerra".

### Deadpool
Después de escapar del hospicio, Deadpool fue contratado por el Mago para bombardear un hangar, vestido como el Hobgoblin. Deadpool mencionó que no le gustaba el disfraz y después de haber bombardeado el hangar equivocado, nunca lo volvió a usar.

### Claude
Claude era el mayordomo de Roderick Kingsley a quien Kingsley envió en su lugar y para hablar como él para que pueda distraer al clandestino Duende. Luchó contra el Rey Duende y murió en la batalla. Phil Urich, en su alias de Caballero Duende, descubrió que el Hobgoblin asesinado no era Roderick Kingsley y destruyó el cuerpo para evitar que el Rey Duende descubriera quién estaba realmente en el traje de Hobgoblin.

## En otros medios

### Televisión
- Hobgoblin aparece en Spider-Man, la Serie Animada (1994-1998), con la voz de Mark Hamill. Él apareció en los episodios "el Duende" Partes 1 y 2, "La Agenda Mutante", "La venganza del mutante", "The Spot" y "Guerra Goblin!". También apareció de traje en el episodio "Rocket Racer". En esta continuidad, fue uno de los primeros enemigos de Spider-Man, incluso antes de Norman Osborn se convirtió en el Duende Verde, aunque Osborn hizo suministrar armas y planeador del Hobgoblin. Su identidad fue finalmente revelado para ser Jason Philip Macendale, un pequeño hueco en tiempo volvió millonario que en ese momento estaba saliendo con Felicia Hardy. Después de Felicia se topa con el arsenal de Hobgoblin en su casa, Jason revela ser el villano. Los dos son posteriormente capturados y retenidos por el Duende Verde hasta que interviene Spider-Man, después de lo cual Jason es detenido por la policía. Una versión alternativa del personaje apareció en el final de la serie "Realmente, Realmente Odio a los Clones", donde se demostró que trabaja para Spider-Carnage junto al Duende Verde.
- Roderick Kingsley aparece en la serie animada The Spectacular Spider-Man, con la voz de Courtney B. Vance.[32] Los productores declararon que si la serie hubiera continuado por una tercera temporada, Kingsley se hubiera convertido en el Duende.
- Hobgoblin aparece en Spider-Man.[33] La armadura Hobgoblin se ve por primera vez en "La Isla Arácnida, Parte 5", donde se celebró en un laboratorio subterráneo en Oscorp. Tras el incidente con los Hombres Araña y la destrucción de la Academia Osborn causada por Jackal, Norman Osborn presenta a Harry Osborn con la armadura y el equipo Hobgoblin, como parte de su "graduación" en la Academia Osborn. En el episodio de dos partes "Hobgoblin", Harry se pone la armadura Hobgoblin y se convierte en un héroe de lucha contra el crimen donde ayuda a Spider-Man a vencer a los Cinco Siniestros. Cuando Harry Osborn se niega a matar a Spider-Man, Norman se pone una réplica de armadura y trata de matar al propio Spider-Man. Su plan fue expuesto a Harry Osborn durante la pelea que terminó con algunas sustancias químicas verdes que golpean los fuegos que hacen que Norman Osborn presumiblemente muera en la explosión.

### Videojuegos
- La encarnación Roderick Kingsley de Hobgoblin aparece en Spider-Man and Captain America in Doctor Doom's Revenge, aliado con Doctor Doom.
- La encarnación Roderick Kingsley de Hobgoblin aparece como un jefe en The Amazing Spider-Man para Game Boy.
- La encarnación Roderick Kingsley de Hobgoblin vuelve a aparecer como un jefe en la secuela de The Amazing Spider-Man 2. Una vez que es derrotado, Spider-Man usa su parapente para pasar una pared que no pudo escalar.
- La encarnación de Jason Macendale de Hobgoblin aparece como un jefe en el juego Spider-Man: Return of the Sinister Six.
- La encarnación de Jason Macendale de Hobgoblin aparece en el juego The Amazing Spider-Man vs. The Kingpin.
- Hobgoblin hace otra aparición en Spider-Man: The Video Game.
- La encarnación de Roderick Kingsley de Hobgoblin aparece en las versiones PSP y PS2 de Spider-Man: Web of Shadows. Él aparece como un personaje de ayuda que lanzará una bomba de calabaza a cualquier enemigo. En las otras versiones, la primera aparición de los enemigos blindados vinculados al planeador llamado Tech Flyers hace que Spider-Man se burle de ellos sin piedad por su falta de originalidad diciendo cosas como: "No eres el Duende o el Duende Verde, eres ¡solo una imitación barata!"[34]
- La encarnación de Roderick Kingsley de Hobgoblin aparece como el disfraz alternativo de Duende Verde en Marvel: Ultimate Alliance 2.[35]
- Una versión exclusiva de Marvel 2099 de Hobgoblin aparece en Spider-Man: Shattered Dimensions con la voz de Steven Blum.[36][37] Mientras que su biografía afirma que su origen es completamente desconocido, un rumor en el juego implica que es un clon híbrido de villanos anteriores basados en Goblin. Creado por el científico Alchemax, Dra. Serena Patel, este Hobgoblin es un mercenario con "Psy-poderes" que cuando se combina con un fragmento de tableta le permitió hundir a Spider-Man en una alucinación infernal. Fue contratado por Alchemax y valió la pena al tener alas de circuitos bio-orgánicos de nanofibras híbridas unidas a su espalda para matar a Spider-Man mientras lo embosca usando los poderes del fragmento. Spider-Man luego persigue a Hobgoblin, que involucra al Ojo Público atacando a Spider-Man durante cada pelea. Después de la pelea final, las alas de Hobgoblin llevan a Spider-Man a la conclusión de que Alchemax es su empleador. Durante los créditos, se le muestra con varios clones sin alas y multicolores en el techo de un rascacielos.
- La encarnación de Roderick Kingsley de Hobgoblin aparece como un personaje jugable en Lego Marvel Super Heroes 2.